# Щучье (озеро, Московская область)
Щу́чье — пресное озеро ледникового происхождения в муниципальном округе Егорьевск на юге Московской области России. Находится на Мещёрской низменности, в левобережье Оки, в 7 км к юго-востоку от села Радовицы. Входит в Радовицкую озёрную группу. Занимает 19 место среди озёр области по площади и 6 место — по глубине.
Форма озера овальная, береговая линия слабо изрезана. Находится на высоте 118,9 метра над уровнем моря. Площадь озера — 0,96 км². Длина — около 1,5 км, ширина достигает 690 м. Максимальная глубина — 17,5 м.
Щучье озеро связано с системой каналов Жилинского, прорытых в XIX веке в целях осушения мещёрских болот. Непосредственно из озера отходит 5-й Магистральный канал, связанный с рекой Солотчей, притоком Оки. Острова на озере отсутствуют. Берега низкие, торфянистые, заболоченные, поросшие лесом. Окружено массивом торфоразработок. Вода чёрного цвета. Зеркало зарастает водной растительностью. С запада и востока — два небольших озера-спутника — Чёрненькое и Светленькое.
Код водного объекта в государственном водном реестре — 09010102011110000006234.